# Альметов, Александр Давлетович
Александр Давлетович Альметов (18 января 1940, Киев, Украинская ССР, СССР — 21 сентября 1992, Москва, Россия) — советский хоккеист. Заслуженный мастер спорта СССР (1963).

## Биография
Жил неподалёку от стадиона «Динамо», в детстве наблюдал матчи сборной СССР против чехословацкой ЛТЦ. Кумир детства, после этих матчей, — Всеволод Бобров.
Играя за молодёжный состав ЦСКА, был замечен К. Локтевым, который уговорил Тарасова поставить Альметова в одну тройку с ним. Третьим в тройке стал В. Александров.
Входил в список 34 лучших хоккеистов СССР в 1964 году.
Альметов рано закончил игровую карьеру (в 27 лет).
После ухода из спорта работал могильщиком на кладбище.
Умер 21 сентября 1992 года от пневмонии. Похоронен на Ваганьковском кладбище (участок № 13).

## Карьера
- 1958—1967 — ЦСКА (ЦСК МО)

## Спортивные достижения
- Лучший бомбардир чемпионата СССР по хоккею с шайбой 1963/1964 — 40 шайб.
- Чемпион ЗОИ 1964. Третий призёр ЗОИ 1960. На ЗОИ — 15 матчей, 7 шайб.
- Чемпион мира 1963—1967. Третий призёр ЧМ 1960 и 1961. На ЧМ — 35 матчей, 30 шайб.
- Чемпион СССР 1959—1961, 1963—1966. Второй призёр чемпионата СССР 1967. Третий призёр чемпионата СССР 1962. В чемпионатах СССР — около 220 матчей, забросил 212 голов.
- Обладатель Кубка СССР 1961, 1966, 1967.

## Награды
- орден Трудового Красного Знамени (30.03.1965)